# FreeGEM
 (mars 2016).
Si vous disposez d'ouvrages ou d'articles de référence ou si vous connaissez des sites web de qualité traitant du thème abordé ici, merci de compléter l'article en donnant les références utiles à sa vérifiabilité et en les liant à la section « Notes et références ».
Chronologie des versions
GEM
FreeGEM est un système de fenêtrage basé sur GEM qui a été publié la première fois en 1985.  FreeGEM est un logiciel libre et la version open source de GEM développée après que le code GEM fut libéré selon les termes de la licence publique générale GNU.
FreeGEM fonctionne sur presque toutes les versions de DOS et sur presque tous les PC compatibles IBM. On peut télécharger tous les exécutables et le code source FreeGEM dans un seul paquet (le kit de développement OpenGEM). Ce kit contient également de la documentation et les compilateurs. Il y a des ressources de FreeGEM supplémentaires disponibles sur le site Web de GEM de John Elliott dont l'adresse se trouve dans les liens externes ci-après.